# 西丽街道
西丽街道是中国广东省深圳市南山區下辖的一个街道，1983年10月成立，位于深圳市区西北部。名称取自西沥水库的别称“西丽湖”。

## 歷史
西丽，原名西坜，在部分志书被讹写成西沥。坜，指洼下去的地方，客家话中指小河汊。原先指的的是条小河沟，后落成西沥水库。
1980年代初在西坜水库建成人工湖度假村，请人题名题字，写成“西丽湖度假村”，这是“坜”字的又一误笔。因为“丽”字兆头好，后面就将错就错。现在的“西丽”也就此形成了。
1983年西麗街道成立時，是包括了現在的桃源街道，2002年6月由市政府一分為二，獨立出「桃源街道」。現在的西麗街道東與桃源街道相連，由北環大道起一路伸延至西北面寶安區之區界。

## 地理
辖区总面积49.16平方公里（其中西丽水库面积2.78平方公里），跨越特区管理二线，处在西丽水库和铁岗水库一、二级水源保护区内的面积占一半以上，是全区面积最大的街道。目前，辖区总人口约30万人，其中户籍人口约4万人，原居民3300多人。
與經濟特區內各街道不同，西麗街道多數以村屋和郊區為主，只有少量住宅大廈才樓高十多層。

## 行政区划
西丽街道下辖以下地区：
麻勘社区、曙光社区、松坪山社区、大勘社区、丽湖社区、新围社区、西丽社区、阳光社区、留仙社区、丽城社区、牛成社区和白芒社区。

## 經濟
西麗街道整體是以製造業為主，有爱普生公司、奥林巴斯公司、海王药业等等。另外西麗街道有一些果園和園林種植場，在經濟特區內屬少數。

## 景點
- 麒麟山疗养院
- 深圳野生动物园
- 深圳西麗湖麒麟山莊
- 深圳大學城
- 西丽湖度假村
- 西麗水庫
- 366大街
- 大沙河公园
- 塘朗山郊野公园
- 西麗高爾夫鄉村俱樂部，1995年成立，由香格里拉酒店集團管理，是一個擁有36洞的高爾夫球場，舉辦匯豐全國青少年高爾夫冠軍賽[3][4]